# Oxana Juravel
Oxana Juravel (* 23. Februar 1986) ist eine moldauische Hindernisläuferin.
Bei den Olympischen Spielen 2008 in Peking und bei den Leichtathletik-Weltmeisterschaften 2009 in Berlin schied sie im Vorlauf aus.
2010 wurde sie Zwölfte bei den Europameisterschaften in Barcelona.

## Persönliche Bestzeiten
- 1500 m: 4:18,23 min, 22. August 2010, Dubnica nad Váhom
- 3000 m: 9:28,43 min, 30. Mai 2010, Chișinău
- 5000 m: 16:16,91 min, 30. Mai 2009, Chișinău
- 3000 m Hindernis: 9:36,63 min, 15. August 2009, Berlin (nationaler Rekord)